# Francesco Durante
Francesco Durante (Fratta Maggiore (Nápolyi Királyság), 1684. március 15. – Nápoly, 1755. augusztus 13.) olasz zeneköltő.

## Pályafutása
A szegények konzervatóriumán Gaetano Grecótól majd a szent Onufriusról nevezett iskolán Domenico Scarlattitól tanult. Római tanulmányévek után 1718-tól 1742-ig a sz. Onufrius igazgatója, majd a Loreto-i Szt. Mária igazgatója lett és a régi olasz zene egyik dicsősége. Noha a dallamos nápolyi iskola tagja: szinte kizárólag egyházi zeneműveket írt, mégpedig a római ellenpontozó iskolát is követvén. Kéziratban maradtak fenn művei: a párizsi konzervatóriumban 13 mise, 16 zsoltár, 16 motett, továbbá himnuszok, 12 madrigál, 6 zongoraszonáta, a bécsi udvari könyvtárban pedig Lamentatio-k. Zongoraműveiből Schletterer rendezett kiadást.